# Championnat d'Allemagne féminin de football 2010-2011
Navigation
Édition précédente Édition suivante
La Frauen-Bundesliga 2010-2011 est la 38e édition du championnat d'Allemagne féminin de football.
Le premier niveau du championnat féminin oppose douze clubs allemands en une série de vingt-deux rencontres jouées durant la saison de football. La compétition débute le 15 août 2010 et s'achève le 13 mars 2011.
Les deux premières places du championnat sont qualificatives pour la Ligue des champions féminine de l'UEFA alors que les deux dernières places sont synonymes de relégation en 2. Frauen-Bundesliga.
Lors de l'exercice précédent, le Bayer Leverkusen et le HSV Borussia Friedenstal ont gagné le droit d'évoluer dans cette compétition après avoir fini premiers de leurs groupes respectifs de 2. Frauen-Bundesliga.
Le FFC Turbine Potsdam et le FCR Duisbourg, respectivement champion et vice-champion en 2010, sont quant à eux, les représentants allemands en Ligue des champions féminine de l'UEFA 2010-2011.
À l'issue de la saison, le FFC Turbine Potsdam décroche le cinquième titre de champion d'Allemagne de son histoire. Dans le bas du classement, le FC Sarrebruck et le HSV Borussia Friedenstal, sont relégués.
| \| SC Bad Neuenahr Bayer Leverkusen Bayern Munich FCR Duisbourg SG Essen-Schönebeck FFC Francfort Hambourg SV HSV Borussia Friedenstal FF USV Iéna FC Sarrebruck FFC Turbine Potsdam VfL Wolfsbourg \| Localisation des clubs engagés dans le championnat. |
| SC Bad Neuenahr Bayer Leverkusen Bayern Munich FCR Duisbourg SG Essen-Schönebeck FFC Francfort Hambourg SV HSV Borussia Friedenstal FF USV Iéna FC Sarrebruck FFC Turbine Potsdam VfL Wolfsbourg                                                           |

## Participants
Ce tableau présente les douze équipes qualifiées pour disputer le championnat 2010-2011. On y trouve le nom des clubs, la date de création du club, l'année de la dernière montée au sein de l'élite, leur classement de la saison précédente, le nom des stades ainsi que la capacité de ces derniers.
Légende des couleurs
- Qualifié pour la phase finale de la Ligue des champions 2010-2011.
- Qualifié pour le tour de qualification de la Ligue des champions 2010-2011.
- Promu de 2. Frauen-Bundesliga.

| Nom du club              | Date de création | Dernière montée | Cls 2010 | Stade                      | Capacité | Nb T. |
| ------------------------ | ---------------- | --------------- | -------- | -------------------------- | -------- | ----- |
| FFC Turbine Potsdam      | 1971             | 1994            | 1        | Karl-Liebknecht-Stadion    | 10 499   | 4     |
| FCR Duisbourg            | 1977             | 1993            | 2        | PCC-Stadion                | 3 000    | 1     |
| FFC Francfort            | 1973             | 1990            | 3        | Stadion am Brentanobad     | 5 200    | 7     |
| Bayern Munich            | 1970             | 2000            | 4        | Sportpark Aschheim         | 3 000    | 1     |
| VfL Wolfsbourg           | 1973             | 2006            | 5        | VfL-Stadion am Elsterweg   | 17 600   | /     |
| SC Bad Neuenahr          | 1907             | 1997            | 6        | Apollinarisstadion         | 4 580    | 1     |
| Hambourg SV              | 1970             | 2003            | 7        | Wolfgang-Meyer-Sportanlage | 2 018    | /     |
| FF USV Iéna              | -                | 2008            | 8        | Ernst-Abbe-Sportfeld       | 12 630   | /     |
| FC Sarrebruck            | 1990             | 2009            | 9        | Stadion Kieselhumes        | 6 000    | /     |
| SG Essen-Schönebeck      | 2000             | 2004            | 10       | Stadion Essen              | 20 650   | /     |
| Bayer Leverkusen         | 2008             | 2010            | 2.FB     | Ulrich-Haberland-Stadion   | 3 200    | /     |
| HSV Borussia Friedenstal | 1953             | 2010            | 2.FB     | Ludwig-Jahn-Stadion        | 18 400   | /     |

## Compétition

### Classement
Le classement est calculé avec le barème de points suivant : une victoire vaut trois points, le match nul un et la défaite zéro.
Les critères utilisés pour départager en cas d'égalité au classement sont les suivants :
1. différence entre les buts marqués et les buts concédés sur la totalité des matchs joués dans le championnat ;
2. plus grand nombre de buts marqués sur la totalité des matchs joués dans le championnat.

| Rang | Équipe                     | Pts | J  | G  | N | P  | Bp  | Bc | Diff |
| ---- | -------------------------- | --- | -- | -- | - | -- | --- | -- | ---- |
| 1    | FFC Turbine Potsdam T      | 58  | 22 | 19 | 1 | 2  | 67  | 17 | +50  |
| 2    | FFC Francfort              | 57  | 22 | 19 | 0 | 3  | 103 | 16 | +87  |
| 3    | FCR Duisbourg C            | 51  | 22 | 16 | 3 | 3  | 61  | 19 | +42  |
| 4    | Hambourg SV                | 38  | 22 | 12 | 2 | 8  | 42  | 42 | 0    |
| 5    | Bayern Munich              | 35  | 22 | 11 | 2 | 9  | 43  | 36 | +7   |
| 6    | SC Bad Neuenahr            | 33  | 22 | 11 | 0 | 11 | 54  | 48 | +6   |
| 7    | VfL Wolfsbourg             | 32  | 22 | 10 | 2 | 10 | 52  | 46 | +6   |
| 8    | Bayer Leverkusen P         | 21  | 22 | 6  | 3 | 13 | 32  | 67 | -35  |
| 9    | SG Essen-Schönebeck        | 20  | 22 | 5  | 5 | 12 | 27  | 50 | -23  |
| 10   | FF USV Iéna                | 19  | 22 | 5  | 4 | 13 | 24  | 57 | -33  |
| 11   | FC Sarrebruck              | 14  | 22 | 4  | 2 | 16 | 20  | 72 | -52  |
| 12   | HSV Borussia Friedenstal P | 5   | 22 | 1  | 2 | 19 | 25  | 80 | -55  |

| Légende : | Légende : |
| --------- | --- |
|           | Qualifié pour la Ligue des champions 2011-2012 (Seizièmes de finale). |
|           | Relégué en 2. Frauen-Bundesliga. |
|           | T Tenant du titre. P Promu de 2. Frauen-Bundesliga. C Vainqueur de la DFB-Pokal Frauen 2010-2011. Pts points ; G victoires ; N match nuls ; P défaites Bp buts marqués ; Bc buts encaissés ; Diff différence de buts |

### Résultats
| Résultats (▼dom., ►ext.)                                   | Bad | ByL | ByM | Dui | Ess | Fra | Ham | Her | Ién | Sar | Tur | Wol |
| SC Bad Neuenahr                                            |     | 5-1 | 0-1 | 0-2 | 4-3 | 0-8 | 2-6 | 5-1 | 2-1 | 6-0 | 2-5 | 1-2 |
| Bayer Leverkusen                                           | 1-4 |     | 1-2 | 2-3 | 1-1 | 0-4 | 4-1 | 5-1 | 0-4 | 0-1 | 1-7 | 3-2 |
| Bayern Munich                                              | 1-2 | 4-0 |     | 2-4 | 1-1 | 0-2 | 1-4 | 3-2 | 5-0 | 4-0 | 0-3 | 2-1 |
| FCR Duisbourg                                              | 2-0 | 9-0 | 2-1 |     | 3-1 | 1-2 | 2-2 | 4-0 | 1-0 | 5-0 | 1-1 | 2-1 |
| SG Essen-Schönebeck                                        | 2-1 | 1-1 | 1-2 | 0-2 |     | 0-8 | 1-3 | 4-2 | 1-2 | 3-1 | 1-4 | 3-2 |
| FFC Francfort                                              | 4-1 | 5-1 | 8-2 | 0-1 | 6-0 |     | 5-1 | 6-0 | 5-0 | 9-0 | 4-1 | 5-1 |
| Hambourg SV                                                | 0-3 | 0-1 | 2-1 | 1-5 | 1-0 | 0-4 |     | 3-0 | 2-2 | 3-1 | 0-1 | 2-1 |
| HSV Borussia Friedenstal                                   | 4-2 | 2-3 | 0-2 | 0-5 | 1-1 | 0-7 | 1-3 |     | 3-4 | 1-2 | 1-2 | 0-8 |
| FF USV Iéna                                                | 0-7 | 0-3 | 0-4 | 2-2 | 0-0 | 0-3 | 0-1 | 2-1 |     | 1-3 | 2-3 | 1-4 |
| FC Sarrebruck                                              | 2-3 | 2-0 | 0-5 | 0-3 | 1-3 | 1-4 | 1-3 | 2-2 | 1-1 |     | 0-2 | 2-3 |
| FFC Turbine Potsdam                                        | 1-0 | 6-1 | 3-0 | 1-0 | 3-0 | 2-1 | 4-1 | 1-0 | 5-0 | 7-0 |     | 4-0 |
| VfL Wolfsbourg                                             | 1-4 | 3-3 | 1-1 | 3-2 | 1-0 | 4-3 | 2-3 | 6-3 | 1-2 | 4-0 | 2-1 |     |
| - Victoire à domicile - Match nul - Victoire à l'extérieur |     |     |     |     |     |     |     |     |     |     |     |     |

## Bilan de la saison
| Championnat d'Allemagne féminin de football 2010-2011 |                                |
| Champion                                              | FFC Turbine Potsdam (5e titre) |
| Dauphin                                               | FFC Francfort                  |
| Coupes et trophées                                    |                                |
| Vainqueur DFB-Pokal Frauen 2010-2011                  | FCR Duisbourg                  |
| Qualifications continentales                          |                                |
| Ligue des champions 2011-2012                         | FFC Turbine Potsdam            |
| Ligue des champions 2011-2012                         | FFC Francfort                  |
| Promotions et relégations                             |                                |
| Promus en Frauen-Bundesliga                           | SC Fribourg                    |
| Promus en Frauen-Bundesliga                           | FC Lokomotive Leipzig          |
| Relégués en 2. Frauen-Bundesliga                      | FC Sarrebruck                  |
| Relégués en 2. Frauen-Bundesliga                      | HSV Borussia Friedenstal       |

## Statistiques
| Cls | Joueuse                | Club                | Buts |
| --- | ---------------------- | ------------------- | ---- |
| 1   | Conny Pohlers          | FFC Francfort       | 25   |
| 2   | Kerstin Garefrekes     | FFC Francfort       | 23   |
| 2   | Inka Grings            | FCR Duisbourg       | 23   |
| 2   | Birgit Prinz           | FFC Francfort       | 23   |
| 5   | Martina Müller         | VfL Wolfsbourg      | 20   |
| 6   | Célia Okoyino da Mbabi | SC Bad Neuenahr     | 17   |
| 7   | Anja Mittag            | FFC Turbine Potsdam | 15   |
| 8   | Genoveva Añonma        | FF USV Iéna         | 13   |
| 8   | Fatmire Bajramaj       | FFC Turbine Potsdam | 13   |
| 10  | Kim Kulig              | Hambourg SV         | 12   |